# Арзан д'Апше
Арзан д'Апше (фр. Arzenc-d'Apcher) насеље је и општина у јужној Француској у региону Лангдок-Русијон, у департману Лозер која припада префектури Манд.
По подацима из 2011. године у општини је живело 48 становника, а густина насељености је износила 6,09 становника/km². Општина се простире на површини од 7,88 km². Налази се на средњој надморској висини од 1 100 метара (максималној 1.137 m, а минималној 760 m).

## Демографија
| 1962. | 1968. | 1975. | 1982. | 1990. | 1999. | 2011. |
| ----- | ----- | ----- | ----- | ----- | ----- | ----- |
| 67    | 54    | 51    | 44    | 49    | 58    | 48    |

График промене броја становника у току последњих година